# Donkey Konga
Donkey Konga (jap. ドンキーコンガ) – gra muzyczna wyprodukowana przez Namco na licencji Nintendo dla konsoli GameCube. W grze zamiast standardowego pada używa się DK Bongos, czyli bębnów stworzonych specjalnie dla tego tytułu. Za Donkey Konga odpowiada zespół, który wcześniej zajmował się muzyczną serią Taiko: Drum Master. Utwory w grze obejmują takie przeboje jak Louie Louie, We Will Rock You, Shining Star, Rock Lobster, oraz melodie z gier Nintendo. Każda z wersji przygotowanych na najważniejsze rynki zawiera inny zbiór utworów.

## Lista utworów
| japońska lista utworów                                                         | europejska lista utworów (PAL)                            | amerykańska lista utworów                                |
| ------------------------------------------------------------------------------ | --------------------------------------------------------- | -------------------------------------------------------- |
| Super Mario Theme (Super Mario Bros. theme song)                               | Super Mario Theme (Super Mario Bros. theme song)          | Super Mario Theme (Super Mario Bros. theme song)         |
| Donkey Konga Theme                                                             | Donkey Konga Theme                                        | Donkey Konga Theme                                       |
| Turkish March                                                                  | Turkish March                                             | Turkish March                                            |
| Hungarian Dance No. 5 in G Minor – Johannes Brahms                             | Hungarian Dance No. 5 in G Minor – Johannes Brahms        | Hungarian Dance No. 5 in G Minor – Johannes Brahms       |
| Monkey Rap (Donkey Kong 64 theme song)                                         | Monkey Rap (Donkey Kong 64 theme song)                    | Monkey Rap (Donkey Kong 64 theme song)                   |
| Kirby! (Hoshi no Kirby opening theme #1)                                       | Donkey Kong Country Theme                                 | Kirby! (Hoshi no Kirby opening theme #1)                 |
| Okina Furui Tokei                                                              | The Loco-Motion – Little Eva                              | The Loco-Motion – Little Eva                             |
| The Galaxy Express 999 (Ginga Tetsudou 999 theme song)                         | Dancing in the Street – Martha and the Vandellas          | Dancing in the Street – Martha and the Vandellas         |
| Colors - Hikaru Utada                                                          | Para Los Rumberos - Tito Puente                           | Para Los Rumberos - Tito Puente                          |
| Momoiro Kata Omoi – Aya Matsu’ura                                              | Sing, Sing, Sing (With A Swing) – Benny Goodman           | Sing, Sing, Sing (With A Swing) – Benny Goodman          |
| Ashita ga Aru sa                                                               | You Can’t Hurry Love – The Supremes                       | You Can’t Hurry Love – The Supremes                      |
| Fly High - Ayumi Hamasaki                                                      | All The Small Things – blink-182                          | All The Small Things – blink-182                         |
| Shake                                                                          | Oye Como Va – Carlos Santana                              | Oye Como Va – Carlos Santana                             |
| Koi no Dance Site – Morning Musume                                             | Louie Louie – The Kingsmen                                | Louie Louie – The Kingsmen                               |
| Desire - Jouretsu                                                              | The Impression That I Get – The Mighty, Mighty Bosstones  | The Impression That I Get – The Mighty, Mighty Bosstones |
| Ashita he no Tobira (Ainori opening theme)                                     | Busy Child - The Crystal Method                           | Busy Child - The Crystal Method                          |
| Densetsu no Stafy                                                              | Wild Thing – The Troggs                                   | Wild Thing – The Troggs                                  |
| Ai No Uta (Pikmin commercial theme song)                                       | The Legend of Zelda Theme                                 | The Legend of Zelda Theme                                |
| Advance Adventure (Pokémon Advance Generation opening theme #1)                | Super Smash Bros. Melee Opening                           | Pokémon Theme                                            |
| Kaze no La La La (Detective Conan opening theme)                               | Lady Marmalade – Christina Aguilera, Lil’ Kim, Mýa & Pink | Like Wow - Leslie Carter                                 |
| Mata Aeru Hi Made (Doraemon ending theme)                                      | Canned Heat – Jamiroquai                                  | Bingo                                                    |
| Love Somebody (Odoru Daichosasen ending theme)                                 | Don’t Stop Me Now – Queen                                 | Diddy's Ditties                                          |
| Hamutarou tottoko Uta (Tottoko Hamutarou opening theme)                        | Alright – Supergrass                                      | Campfire Medley                                          |
| MiniMoni Janken Pyon! – Minimoni                                               | 99 Red Balloons – Nena                                    | Stupid Cupid - Patsy Cline                               |
| Hyokkori Youtan Shima (theme song for the TV show of the same name)            | Cosmic Girl – Jamiroquai                                  | On the Road Again – Willie Nelson                        |
| La Bamba                                                                       | Richard III - Supergrass                                  | I Think I Love You – Kaci                                |
| We are the One - Bokura ha hitotsu (Ending theme for Bakuryū Sentai Abaranger) | Back for Good – Take That                                 | Right Here, Right Now – Jesus Jones                      |
| Mori no Kumasan                                                                | September - Earth, Wind & Fire                            | Rock This Town – The Stray Cats                          |
| Clarinet no Kowashichatta                                                      | I Want You Back – The Jackson Five                        | Shining Star – Earth, Wind And Fire                      |
| Mambo No. 5                                                                    | Rainbow Cruise                                            | Rock Lobster – The B-52’s                                |
| Mas Que Nada                                                                   | Tubthumping – Chumbawamba                                 | We Will Rock You – Queen                                 |
| Oklahoma Mixer                                                                 | N/A                                                       | Whip It – Devo                                           |
| N/A                                                                            | N/A                                                       | What I Like About You – The Romantics                    |